# Hedwig Hausmann-Hoppe
Hedwig Hausmann-Hoppe (* 29. Juni 1865 in Gumbinnen; † unbekannt nach 1922) war eine deutsche Malerin, die vornehmlich in Berlin tätig war.

## Leben
Hedwig Hausmann-Hoppe studierte an der Akademie der Bildenden Künste München und der Zeichenakademie Hanau sowie der Académie Julian in Paris. Tätig war sie etwa ab den 1890er Jahren in Berlin. Wohnhaft war sie in der Potsdamer Straße 121 in Berlin.
Hausmann-Hoppe malte zumeist traditionelle Motive wie Porträts, Landschaften und Stillleben. In der Zeitschrift Die Gegenwart wurde sie als „in der vordersten Reihe der Berliner Blumen- und Stilllebenmalerinnen [stehend]“ bezeichnet.
Hausmann-Hoppe nahm ab etwa 1890 an zahlreichen Ausstellungen insbesondere in Berlin teil. Arbeiten von Hausmann-Hoppe waren zu sehen u. a. bei der „Internationalen Kunstausstellung des Vereins Berliner Künstler“ (1891, Ausstellungsnummer 422 „Citronen“), der „63. Ausstellung der Königlichen Akademie der Künste zu Berlin“ (1892), der „Großen Berliner Kunstausstellung“ (1894; 1914, Ausstellungsnummer 2670 „Porträt Dr. B. G.“), der „Jahresausstellung der Genossenschaft der bildenden Künstler Wiens“ (1900).